# Stephanie Brehme
Stephanie Brehme (* 1970 in München) ist eine deutsche Schauspielerin.

## Leben
Stephanie Brehme machte 1988 ihr Abitur am Pestalozzi-Gymnasium in ihrer Geburtsstadt. Sie war dort Mitglied des Kammerchors und spielt Klavier. 1989 begann Brehme ein Schauspielstudium am Wiener Max Reinhardt Seminar, das sie 1993 mit dem Diplom abschloss. Außerdem erhielt sie Gesangsunterricht. In der Spielzeit 1993/94 debütierte sie am dortigen Theater der Jugend, daran schloss sich von 1994 bis 1998 ein mehrjähriges Festengagement am Deutschen Theater Göttingen an. Danach kehrte Brehme nach München zurück und spielte am Metropoltheater und in der Komödie im Bayerischen Hof. 2005/06 war sie am Theater Augsburg engagiert, seit 2010 gehört sie zum Ensemble des Theater Baden-Baden. Brehme war neben anderen Rollen die Ophelia in William Shakespeares Drama Hamlet, Ilse in Frühlings Erwachen von Frank Wedekind und Hedwig in Henrik Ibsens Wildente. In Göttingen spielte sie im Musical Der kleine Horrorladen von Alan Menken und Howard Ashman. Beim traditionellen Starkbieranstich auf dem Nockherberg wirkte sie zwischen 2001 und 2008 in verschiedenen Rollen mit, unter anderem verkörperte sie die damalige CSU-Politikerin Gabriele Pauli.
Gelegentlich arbeitet Stephanie Brehme auch für Fernsehen und Hörfunk, so spielte sie in je einer Folge der Reihen Tatort und Unter Verdacht sowie in dem preisgekrönten Film Benny’s Video von Michael Haneke.
Brehme gibt darüber hinaus Schauspielseminare für Jugendliche und leitet Führungen für Kinder im Festspielhaus Baden-Baden.
Neben der Schauspielerei hat Stephanie Brehme 2011 und 2012 Abschlüsse als Yogatherapeutin und Heilpraktikerin gemacht, von 2012 bis 2014 eine Fortbildung als Chiropraktikerin und in Osteopathie. Sie gibt Yogaunterricht und lebt in Baden-Baden.

## Filmographie
- 1992: Benny’s Video
- 1999: Marienhof (Folge 1324)
- 2006: Unter Verdacht – Atemlos
- 2007: Das Leuchten der Sterne
- 2010: Kanal fatal
- 2013: Tatort – Freunde bis in den Tod
- 2014–2015: Die Fallers – Die SWR Schwarzwaldserie (Fernsehserie, 3 Folgen)
- 2020: Heißmann und Rassau – Komödie aus Franken: Das perfekte Desaster-Dinner (Fernsehfilm)

## Hörspiele
- 2014: Als mein Vater ein Busch wurde und ich meinen Namen verlor – Autor: Joke van Leeuwen – Regie: Iris Drögekamp
- 2015: Tirza (Teile 2 und 3) – Autor: Arnon Grünberg – Regie: Mark Ginzler